# PROJECT MOONLIGHT CAFE
PROJECT MOONLIGHT CAFE（プロジェクト・ムーンライトカフェ）は、岸忠明、森保道、村瀬恭久、塚本亜矢子による日本の音楽グループ・作曲家チーム・プロデュース・ユニット。
1993年、「りびんぐゲームオリジナル・アルバム」参加を以てデビュー。1994年にMOONLIGHT CAFÉ名義での活動を平行して開始、他歌手プロデュースを行い、同名義のシングル「それぞれの時間の中で」を発表した。

## ディスコグラフィー

### シングル
MOONLIGHT CAFÉ名義　『それぞれの時間の中で』　

### 参加アルバム
- りびんぐゲーム オリジナル・アルバム[1]
  - トラック1.8にて作曲・演奏
  - トラック5.7にて作詞・作曲・歌唱・演奏を担当。

## 担当作品
アルバム
- グレートチキンパワーズ
  - MIX
    - 全トラック編曲
    - MOONLIGHT CAFÉ名義。
- 酒井法子
  - あなたが満ちてゆく
    - トラック5.8.9にて作詞・作曲
    - トラック6にて作詞
    - トラック10にて作曲

  - 10 SONGS
    - トラック1.8.10にて作詞・作曲
- 中江有里
  - ドゥ・クルール
    - トラック1.2.3にて作詞・作曲
- 三宅亜依
  - virginity
    - トラック5.8にて作曲

シングル
- 酒井法子
  - あなたが満ちてゆく
    - トラック1.にて作曲
    - トラック2にて作詞・作曲

  - 誘われて… 
    - トラック1.2.にて作詞・作曲
- 浜本沙良
  - 風の輝く場所で
    - トラック1.にて作曲
- 三宅亜依
  - 愛がすべてだった
    - トラック2にて作曲

### サウンドトラック
- 姫ちゃんのリボン
  - 姫ちゃんのリボン 音楽篇II
    - トラック4.6.7.8.10.14.16.17にて作曲